# Dušan Žanko
Dušan Žanko (Trilj, 10. studenoga 1904. – Caracas, 23. siječnja 1980.) bio je hrvatski profesor, kulturni djelatnik, književni i kazališni kritičar, pjesnik, publicist, diplomat i intendant Hrvatskog državnog kazališta u vrijeme Nezavisne Države Hrvatske, kada je objavio tekst »Etička osnova ustaštva« kao temelj čišćenja nepoželjnog repertoara i osoblja u zagrebačkom kazalištu.

## Životopis

### Rani život, školovanje i rad
Dušan Žanko rođen je u Trilju pokraj Sinja 10. studenoga 1904. godine u obitelji Nikole Žanka i Amalije rođ. Petrić iz Trogira. Pučku školu pohađao je i završio u Sinju, a srednju školu u Franjevačkoj gimnaziji u Sinju te u Širokom Brijegu, gdje je maturirao na Franjevačkoj klasičnoj gimnaziji 1924. godine. Od 1924. do 1928. studira povijest na Filozofskom Fakultetu u Zagrebu. Poslije studija postaje profesor u Nadbiskupskom sjemeništu u Zagrebu, gdje je predavao opću povijest i povijest umjetnosti. U mladosti je sudjelovao u radu Saveza hrvatskih orlova i bio je jedan od visokopoziciranijih članova (od 1924. do 1929. godine član je vodstva), gdje je surađivao s Ivanom Merzom i Ivom Protulipcem. Kad je diktatura jugoslavenskog kralja Aleksandra I. Karađorđevića 1929. godine dokinula Hrvatski orlovski savez, sva hrvatska mladež iz orlovstva prelazi u novoosnovanu katoličku omladinsku organizaciju križarstva – Veliko križarsko bratstvo i Veliko križarsko sestrinstvo. Žanko je i u križarstvu angažiran i član je njegova vodstva. Istodobno je aktivan i u Katoličkoj akciji. Surađivao je u časopisu Hrvatska smotra kao kazališni kritičar i esejist, a jedno vrijeme bio je i urednik. Kao intelektualac katoličke orijentacije surađivao je i u drugim publikacijama katoličkog smjera (Franjevački vjesnik, Katolički tjednik, Križ, Život i inima). Godine 1935. objavljuje antologiju Hrvatska marijanska lirika. Žanko je bio dobar govornik francuskog jezika i volio je francusku kulturu i književnost[nedostaje izvor] pa je često prevodio s francuskog na hrvatski jezik. Objavljivao je kazališne i književne kritike te prikaze u časopisima i novinama (Nedjelja, Prosvjetni život, Obzor, Život, Hrvatska smotra, Hrvatska pozornica, Hrvatski narod i inima).

### Drugi svjetski rat
U predratnim vremenima aktivan je kao hrvatski nacionalist pa s velikim odobravanjem dočekuje nastanak Nezavisne Države Hrvatske. Zbog velikog znanja o kulturi i širokog kulturnog horizonta, ostao je zapamćen kao jedan od najistaknutijih kulturnih djelatnika u Nezavisnoj Državi Hrvatskoj.[nedostaje izvor] Od 22. travnja 1941. godine do 8. studenoga 1943. godine intendant je Hrvatskog državnog kazališta, preteče sadašnjeg Hrvatskog narodnog kazališta. Pod njegovim je vodstvom Hrvatska opera gostovala u Rimu, Firenci, Veneciji tijekom travnja 1942. godine i Beču 1943. godine.
Već u početku intendature u dogovoru je s ministrom bogoštovlja i nastave Milom Budakom osmislio čišćenje repertoara i osoblja u kazalištu od »srbstva, jugoslavenstva, židovstva, masonerije, lenjinizma i starog bolesnog liberalizma«, što je posebno otežalo položaj Židova u nacionalnom kazalištu. U objavi »Etička osnova ustaštva«  Židovi su nazvani »pogubnim nametnicima koji su umjetnost pretvorili u običan razvrat«. Članovi kazališta koji koji su nehrvatskog podrijetla ili u braku s takvim osobama morali su ispuniti »Izjave o rasnoj pripadnosti«. Mnogi su umjetnici otpušteni iz kazališta, osim ako nisu imali posebne zaštite vlasti NDH. Žanko se vrlo rano useljava u vilu židovskog industrijalca Dragana Klaića (Klajna), kojemu se gubi trag. Srbi koji su htjeli ostati u kazalištu prešli su na katoličanstvo ili grkokatoličku vjeru. Prema istraživačici ratne povijesti kazališta Snježani Banović, kazalište je i programski imalo ulogu ustaškog propagandnog stroja. Kada se dio glumaca odlučio na bijeg u partizane, Žanko je od Ustaškog redarstva ishodio popis političkih sumnjivaca u kazalištu, na kojemu su se našli Branko Gavella, Tito Strozzi i drugi.
Žanko se imenovanjem za izvanrednog poslanika II. reda 28. listopada 1943. prebacuje se u diplomaciju, u Parizu kao voditelj Kulturno-gospodarskog izaslanstva Hrvatske u Francuskoj. Od 1944. godine na čelu je Hrvatskog saveza kulturnih i prosvjetnih društava. Kratko vrijeme bio je na čelu hrvatske misije u Vichyju, odakle se nakon savezničkog iskrcavanja na Normandiji vraća u Zagreb.

### Emigracija
U svibnju 1945. napušta domovinu i nalazi se u izbjegličkoj skupini koju saveznici iz Austrije prebacuju u saveznički zarobljenički logor u Fermu gdje je bilo 2400 hrvatskih logoraša i u kojem je boravio od 1945. do 1947. godine. Za to vrijeme izabran je za predsjednika logorskog odbora. Potom studira godinu dana u Rimu na Papinskom sveučilištu Gregorijani, na Antonijanumu i Papinskom orijentalnom institutu. Koncem travnja 1947. Englezi su iz Ferma odvezli dvadeset hrvatskih izbjeglica, od kojih su deset izručili Jugoslaviji, a ostale su, među njima i Žanka, smjestili u rimsku tamnicu „Regina Elena“. Iz te tamnice oslobodili su Žanka i još pet Hrvata, skupina hrvatskih mornara s Crnog mora, a vođa pothvata bila je ličanka Anka Rukavina, inženjerka agronomije i članica Ustaške sveučilišne mladeži. Žanko bježi u Argentinu u travnju 1948. godine, gdje postaje upraviteljem knjižnice u velikom isusovačkom kolegiju u San Miguelu kraj Buenos Airesa. Tu je s ocem I. Quilesom 1952. godine organizirao Međunarodnu bibliografsku izložbu filozofije XX. stoljeća.
Godine 1954. prelazi u Venezuelu, u Caracas, gdje najprije na Katoličkom sveučilištu Andrés Bello predaje "Povijest ideja" (od 1954. do 1956. godine) i radi kao knjižničar na Katoličkom sveučilištu. Potom radi kao privatni činovnik od 1956. do 1961. godine, a 1961. godine postaje profesor humanističkih znanosti na Centralnom sveučilištu u Venezueli i Agronomskom fakultetu u Maracayu, gdje je predavao bibliografsku dokumentaciju i tehničke komunikacije. Na Sveučilištu je ostao sve do smrti.
U emigraciji Žanko je surađivao s brojnim emigrantskim časopisima (Hrvatska revija, Novi život, Republika Hrvatska, Studia croatica i inima), gdje je najviše pisao o hrvatskim povijesnim osobama i obrađivao njihova povijesna, književna i filozofska djela. U Venezueli je jedno vrijeme bio i predsjednik starog Društva Hrvata, a potom suosnivač i do smrti član Hrvatskog odbora u Venezueli i član Mjesnog odbora Hrvatskog narodnog vijeća. U svojim radovima, Dušan Žanko ističe svoju osobnu kulturu te naglašava veliku ljubav prema Hrvatskoj. Njegovi članci, eseji i predavanja o književnim, filozofskim, estetskim i povijesnim temama potvrđuju intelektualce „široke erudicije i istančana stila“.[tko kaže?] Nakon njegove smrti, zalaganjem rodbine i prijatelja, objavljena je 1987. godine knjiga pod naslovom Svjedoci, zbornik njegovih najboljih eseja, prikaza i sjećanja u izdanju Knjižnice Hrvatske Revije. Pisao je i pod pseudonimima Spiridion Žanko, S, S. Ž., D. Ž. i Spiridion. U bibliografiji Žankovih radova nalazi se oko 80 kazališnih kritika, ocjena i prikaza, 76 književnih kritika i ocjena, 36 članaka vjerskog sadržaja, 36 eseja, 87 ostalih članaka, tri pjesme i tri knjige. Njegov dnevnik i druge bilješke oduzeli su mu u rimskom zatvoru.
Dušan Žanko umro je u Caracasu 23. siječnja 1980. godine u dobi od 76 godina.

## Djela
- Hrvatska marijanska lirika: (novija), Naklada knjižare Preporod, Zagreb, 1935. (uredio)[7]
- Komunizam i kršćani, Istina i život ; knj. 1, Istina i život, Zagreb, 1937. (uredio)[8]
- Svjedoci: izabrani eseji, prikazi, sjećanja, Knjižnica Hrvatske Revije, München - Barcelona, 1987.
- Izabrani eseji, Ogranak Matice hrvatske, Sinj, 1993.
- Svjedoci, domovinsko izd., Školske novine - Pergamena, Zagreb, 1998.
- Mistika i misterij Povijesti: članci, eseji i studije, prir. i predg. napisao Vladimir Lončarević, Glas Koncila, Zagreb, 2017.
- Pisao je i pjesme a najpoznatija mu je pjesma u prozi Anđeo čuvar Hrvatske iz 1949. godine.[4]

## Odličja i spomen
Nositelj je više venezuelanskih odličja. Za znanstveni rad i doprinos za razvoj zemlje predsjednik Venezuele Carlos A. Perez odlikovao ga je 1978. godine zvijezdom i ovratnikom Reda Francisco de Miranda 2. stupnja. U godini kada je umro na Agronomskom fakultetu Centralnog sveučilišta Venezuele otkrivena je spomen-ploča kojom su studijske prostorije biblioteke prozvane njegovim imenom.

## Vanjske poveznice
- Dušan Žanko. 1938. Duša dr. Ivana Merza Obnovljeni život: časopis za filozofiju i religijske znanosti. 19 (5) 245–273.